# Зеркальная запятая сверху
Зеркальная запятая сверху (◌̔) — диакритический знак.

## Использование
В Стандартном алфавите Лепсиуса обозначала придыхание, а также глухость (у сонорных согласных).
В Русском лингвистическом алфавите обозначает придыхание.
Используется в транскрипции португальского Центра филологических исследований для обозначения ненапряжённых гласных среднего подъёма.
Использовалась в миссионерской орфографии языка эве в составе букв p̔ и w̔ для обозначения придыхания.
Может использоваться в транслитерации армянского письма по системе Хюбшманна-Мейле, хотя вместо неё часто употребляется точка сверху.